# 허루이셴
허루이셴(중국어 간체자: 何瑞贤, 정체자: 何瑞賢, 병음: Hé Ruìxián, 한자음: 하서현, 1994년 11월 4일~)은 중화인민공화국의 배우이다.

## 출연작

### 드라마
- 2016년 망고 TV 웹 드라마 《반요경성》 - 장설무 역
- 2018년 후난위성텔레비전 청춘진행중 《아참재교상간풍경》 - 장위루 역
- 2020년 베이징 텔레비전 품질극장 《빈변불시해당홍》 - 육월홍 역
- 2020년 후난위성텔레비전 금응독파극장 《이가인지명》 - 당찬 역
- 2021년 아이치이 웹드라마 《려가행》 - 육영영 역
- 2021년 유쿠 웹드라마 《일념시광》 - 쉬디 역
- 2022년 망고 TV 웹드라마 《상식》 - 은자평 역
- 2022년 빌리빌리 웹드라마 《진수기》 - 능소소 역
- 2023년 아이치이 웹드라마 《구소한야낭》 - 오란 역
- 2023년 아이치이 웹드라마 《심도》 - 차오징 역
- 2024년 후난위성텔레비전 금응독파극장 《니비성광미려 : 별처럼 아름다운 너》 - 쑤리 역